# Ketol-kiselina reduktoizomeraza
Ketol-kiselina reduktoizomeraza (EC 1.1.1.86, dihidroksiizovalerat dehidrogenaza (izomerizacija), acetohidroksi kiselina izomeroreduktaza, ketolno kiselinska reduktoizomeraza, alfa-keto-beta-hidroksilacil reduktoizomeraza, 2-hidroksi-3-keto kiselina reduktoizomeraza, acetohidroksi kiselina reduktoizomeraza, acetolaktat reduktoizomeraza, dihidroksiizovalerat (izomerizacija) dehidrogenaza, izomeroreduktaza, reduktoizomeraza) je enzim sa sistematskim imenom (R)-2,3-dihidroksi-3-metilbutanoat:NADP+ oksidoreduktaza (izomerizacija). Ovaj enzim katalizuje sledeću hemijsku reakciju
()-2,3-dihidroksi-3-metilbutanoat + + {\displaystyle \rightleftharpoons } (S)-2-hidroksi-2-metil-3-oksobutanoat + +
Ketolno kiselinska reduktoizomeraza takođe katalizuje redukciju 2-aceto-2-hidroksibutanoata do 2,3-dihidroksi-3-metilpentanoata.

## Literatura
- Nicholas C. Price; Lewis Stevens (1999). Fundamentals of Enzymology: The Cell and Molecular Biology of Catalytic Proteins (Third изд.). USA: Oxford University Press. ISBN 019850229X.
- Eric J. Toone (2006). Advances in Enzymology and Related Areas of Molecular Biology, Protein Evolution (Volume 75 изд.). Wiley-Interscience. ISBN 0471205036.
- Branden C; Tooze J. Introduction to Protein Structure. New York, NY: Garland Publishing. ISBN 0-8153-2305-0.
- Irwin H. Segel. Enzyme Kinetics: Behavior and Analysis of Rapid Equilibrium and Steady-State Enzyme Systems (Book 44 изд.). Wiley Classics Library. ISBN 0471303097.
- William P. Jencks (1987). Catalysis in Chemistry and Enzymology. Dover Publications. ISBN 0486654605.

## Spoljašnje veze
- Ketol-acid+reductoisomerase на 